# جورجو فدریکو گدینی
جورجو فدریکو گدینی (ایتالیایی: Giorgio Federico Ghedini؛ ‏ ۱۱ ژوئیهٔ ۱۸۹۲ – ۲۵ مارس ۱۹۶۵) یک موسیقی‌دان، آهنگساز، رهبر ارکستر اهل ایتالیا بود.
از فیلم‌ها یا مجموعه‌های تلویزیونی که وی در آن‌ها نقش داشته‌است می‌توان به دون بوسکو و بیوه اشاره نمود.